# Bâgé-le-Châtel
Bâgé-le-Châtel is een gemeente in het Franse departement Ain (regio Auvergne-Rhône-Alpes). Bâgé-le-Châtel telde op 1 januari 2022 987 inwoners.

## Geschiedenis
De naam Bâgé komt van het Gallo-Romeinse dorp Belgiasius dat op die plaats lag. In de middeleeuwen was Bagê de belangrijkste stad van de provincie Bresse.
In die tijd werd de parochie in drie delen gesplitst:
- Bâgé-la-Ville, het dorp
- Bâgé-le-Châtel, rondom het kasteel
- Saint-André-de-Bâgé

## Geografie
De oppervlakte van Bâgé-le-Châtel bedroeg op 1 januari 2022 0,88 vierkante kilometer; de bevolkingsdichtheid was toen 1.121,6 inwoners per km².
De onderstaande kaart toont de ligging van Bâgé-le-Châtel met de belangrijkste infrastructuur en aangrenzende gemeenten.

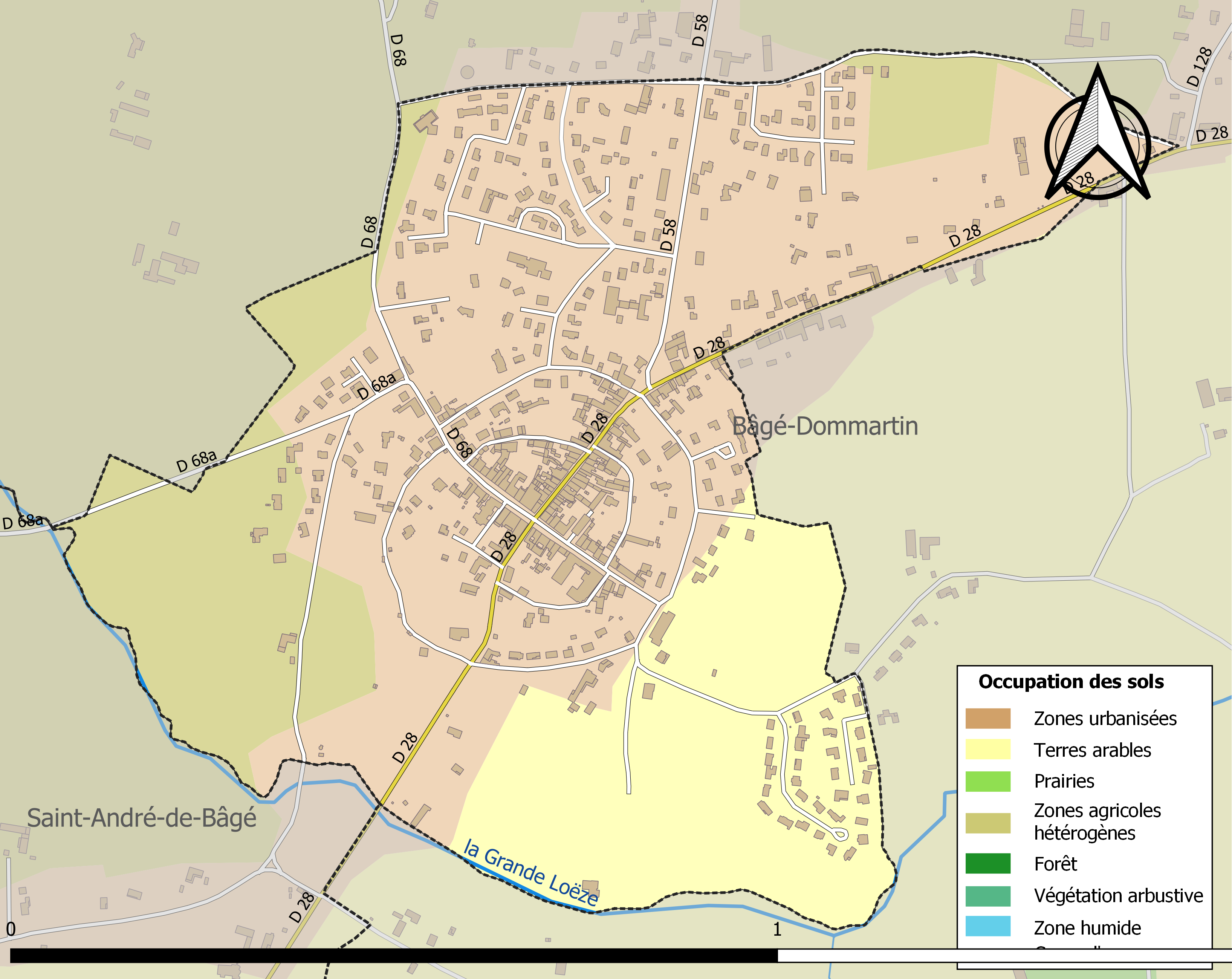

## Demografie
Onderstaande figuur toont het verloop van het inwoneraantal van Bâgé-le-Châtel vanaf 1968. De cijfers zijn afkomstig van het Frans bureau voor statistiek en bevatten geen dubbel getelde personen (zoals studenten en militairen).
Vanwege een beveiligingsprobleem met de MediaWiki Graph-software is het momenteel niet mogelijk deze grafiek weer te geven. Zodra de software is bijgewerkt zal de grafiek vanzelf weer zichtbaar worden.